# Egbert Lievensz. van der Poel

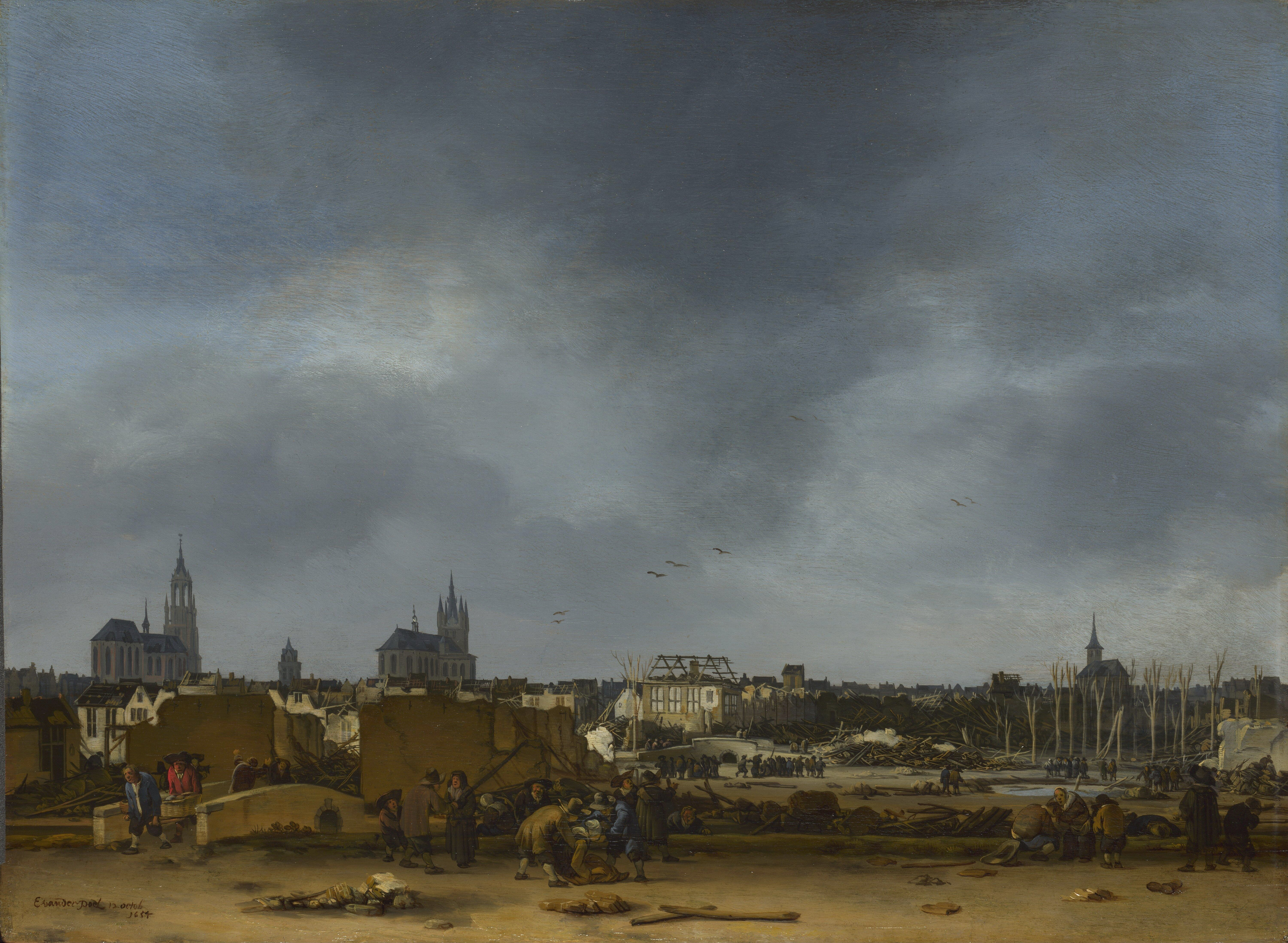
Het springen van de kruittoren in Delft, 12 oktober 1654, 1654

Egbert Lievensz. van der Poel (Delft, 1621 - Rotterdam, 1664) was een Nederlands kunstschilder en tekenaar uit de Gouden Eeuw. Hij vervaardigde onder meer landschappen, strand- en zeegezichten, stadsgezichten, maanbeschenen taferelen en afbeeldingen van nachtelijke branden.
Over het vroege leven van Van der Poel is weinig bekend. Hij was de zoon van de goudsmid Lyeven Ariensz van der Poel en werd in de Oude Kerk te Delft gedoopt op 9 maart 1621. Hij was de oudere broer van Adriaen Lievensz. van der Poel. Hij woonde en werkte een tijdlang in Rotterdam, waar hij in de leer was bij Cornelis Saftleven. 
Op 17 oktober 1650 werd hij geregistreerd als lid van het Delftse Sint-Lucasgilde. Het jaar daarop trouwde hij met Aeltgen Willems van Linschooten in Maassluis. Het echtpaar kreeg vier kinderen, drie dochters, die gedoopt werden in Delft, en een zoon, die gedoopt werd in Rotterdam.
Het gezin van der Poel woonde in de Doelenstraat te Delft. 
Op 12 oktober 1654 vond niet ver van hun woonhuis een grote ontploffing plaats in een opslagplaats voor buskruit, een gebeurtenis die bekendstaat als de Delftse donderslag. Van der Poel heeft deze gebeurtenis op verschillende schilderijen vastgelegd. Twee dagen na de ramp werd een van zijn dochters begraven in de Nieuwe Kerk. Het is niet bekend of zij een slachtoffer was van de ontploffing.
Na deze gebeurtenissen verhuisde het gezin naar Rotterdam, waar de schilder negen jaar later overleed. Hij werd er begraven op 19 juli 1664.